# الابقار

تعديل مصدري - تعديل

الابقار هي إحدى قرى عزلة جعار بمديرية خنفر التابعة لمحافظة أبين، بلغ تعداد سكانها 250 نسمة حسب تعداد اليمن لعام 2004.